# Financiële dienstverlening
Financiële dienstverlening is het leveren van diensten die betrekking hebben op financiële producten door bedrijven en instellingen. Financiële dienstverleners staan in Nederland onder toezicht van het Autoriteit Financiële Markten en dienen zich te conformeren aan de Wet op het financieel toezicht.
De term 'financiële dienstverlening' wordt vooral sinds de jaren 90 van de 20e eeuw gebruikt, toen banken en verzekeraars fuseerden. Voorbeelden hiervan zijn de ING Groep, Citigroup en JPMorgan Chase. Wat betreft omzet, winst en marktkapitalisatie behoort de financiële dienstverlening tot de grootste sector; in 2004 bevatte 20% van de S&P 500 financiële dienstverleners.

## Voorbeelden
Voorbeelden van financiële dienstverleners zijn:
- banken
- verzekeraars
- pensioenfondsen
- creditcardverstrekkers
- vermogensbeheerders
- financiële intermediairs, zoals verzekeringsagenten en financiële adviseurs
- brokers (beurshandelaren)
- private equity (private investeerders)
- wisselkantoren en andere valutahandelaren

Voorbeelden van financiële diensten:
- betalingsverkeer, waaronder het aanbieden en beheren van betaalrekeningen (rekening-courant), betaalkaarten, creditcards, het uitvoeren van overboekingen, verspreiding en inname van chartaal geld (munten en bankbiljetten) en beveiliging van betalingsverkeer; het gaat om zowel nationaal als grensoverschrijdend betalingsverkeer
- spaarproducten, zoals spaarrekeningen en spaardeposito's
- kredietverlening: van hypotheken en bedrijfsleningen tot doorlopend krediet
- verzekeringen
- pensioenen, zowel door pensioenenfondsen (2e pijler) als door banken en verzekeraars (3e pijler)
- vermogensbeheer, inclusief beleggen en advisering
- koop, verkoop en beheer van effecten, zoals aandelen, obligaties, opties en andere financiële derivaten, meestal via effectenbeurzen
- inkoop en verkoop van vreemde valuta.

## Functie in de economie
Financiële diensten worden gerekend tot de tertiaire sector van de economie, de dienstensector. Ze zorgen ervoor dat de financiële afwikkeling van de uitwisseling van goederen en diensten soepel kan functioneren, investeringen gerealiseerd kunnen worden, financiële tegenvallers kunnen worden opgevangen en het appeltje voor de dorst (spaargeld, beleggingen, pensioen) zo veilig is als de bezitters ervan zelf willen. 

## Regulering financiële dienstverlening

### Financiële toezichthouders
In België: 
- Autoriteit voor Financiële Diensten en Markten ziet toe op het gedrag van de financiële instellingen en de producten die zij verkopen.
- Nationale Bank van België houdt onder andere toezicht op het financiële systeem van België (banken, verzekeringsmaatschappijen, beursvennootschappen, betalingsinstellingen).

In Nederland:
- Autoriteit Financiële Markten (AFM) houdt toezicht op op het gedrag van partijen in financiële markten.
- De Nederlandsche Bank (DNB) ziet er onder andere op toe dat financiële instellingen, waaronder banken, verzekeringsmaatschappijen en pensioenfondsen, voldoende vermogen hebben om aan hun verplichtingen te voldoen en een solide en integere bedrijfsvoering hebben.

In de Europese Unie:
- Europees Systeem voor financieel toezicht (ESFS), uitgevoerd door:
  - Europese Bankautoriteit (EBA)  - regulering van en toezicht op kredietinstellingen, financiële conglomeraten, beleggingsondernemingen en betalingsinstellingen
  - Europese Autoriteit voor effecten en markten (European Securities and Markets Authority (ESMA)) - toezicht op effectenmarkten, instellingen die daarop actief zijn en ratingbureaus.
  - Europese Autoriteit voor verzekeringen en bedrijfspensioenen (European Insurance and Occupational Pensions Authority, EIOPA)
  - European Systemic Risk Board (ESRB) - macroprudentieel toezicht op het financiële stelsel van de EU en voor het voorkomen en beperken van systeemrisico’s (ketenrisico's, voorkomen van domino-effecten); betreft alle financiële instellingen en markten

### Wetgeving
Financiële wetgeving in België: zie Belgisch financieel recht.
Financiële wetgeving Nederland:
- Wet op het financieel toezicht
- Wet ter voorkoming van witwassen en financieren van terrorisme
- Wet giraal effectenverkeer.